# Emmerich Koller
Emmerich Koller (* 6. November 1920 in Kemeten, Burgenland; † 21. Juli 2007 in Oberwart) war ein österreichischer Politiker der SPÖ.

## Leben
Der Sohn eines Zimmermanns arbeitete nach dem Pflichtschulbesuch ab 1938 bei der Post. Nach der Einberufung zur Wehrmacht kehrte Koller nach dem Ende des Zweiten Weltkriegs in den Postdienst zurück und wirkte als Postvorstand des Postamts Güssing.

## Politik
Er wurde Mitglied der SPÖ für die er 1958 in den Gemeinderat von Kemeten gewählt wurde. 1962 erfolgte Kollers Wahl zum Bürgermeister seines Heimatorts und ab 1965 gehörte er dem Burgenländischen Landtag an. 1968 wurde Koller zum dritten Präsidenten des Landtags gewählt. Dieses Amt hatte Koller bis zu seiner Wahl in den Nationalrat inne, dem er während der 13. bis 15. Geschäftsperiode vom 4. November 1975 bis zu seiner Pensionierung am 19. Jänner 1982 angehörte.
Emmerich Koller wirkte zwischen 1969 und 1972 auch als Wahlkampfleiter für den Landeshauptmann Theodor Kery.